# Bockwa
Bockwa ist ein Stadtteil der Stadt Zwickau, die seit 2008 Kreisstadt des Landkreises Zwickau im Freistaat Sachsen ist. Der Stadtteil Bockwa liegt im Stadtbezirk Zwickau-Süd und trägt die amtliche Nummer 51. Das ursprüngliche Gemeindegebiet war viel größer und wurde 1939 zwischen verschiedenen Gemeinden aufgeteilt (siehe Abschnitt Geschichte).

## Geografie

### Lage

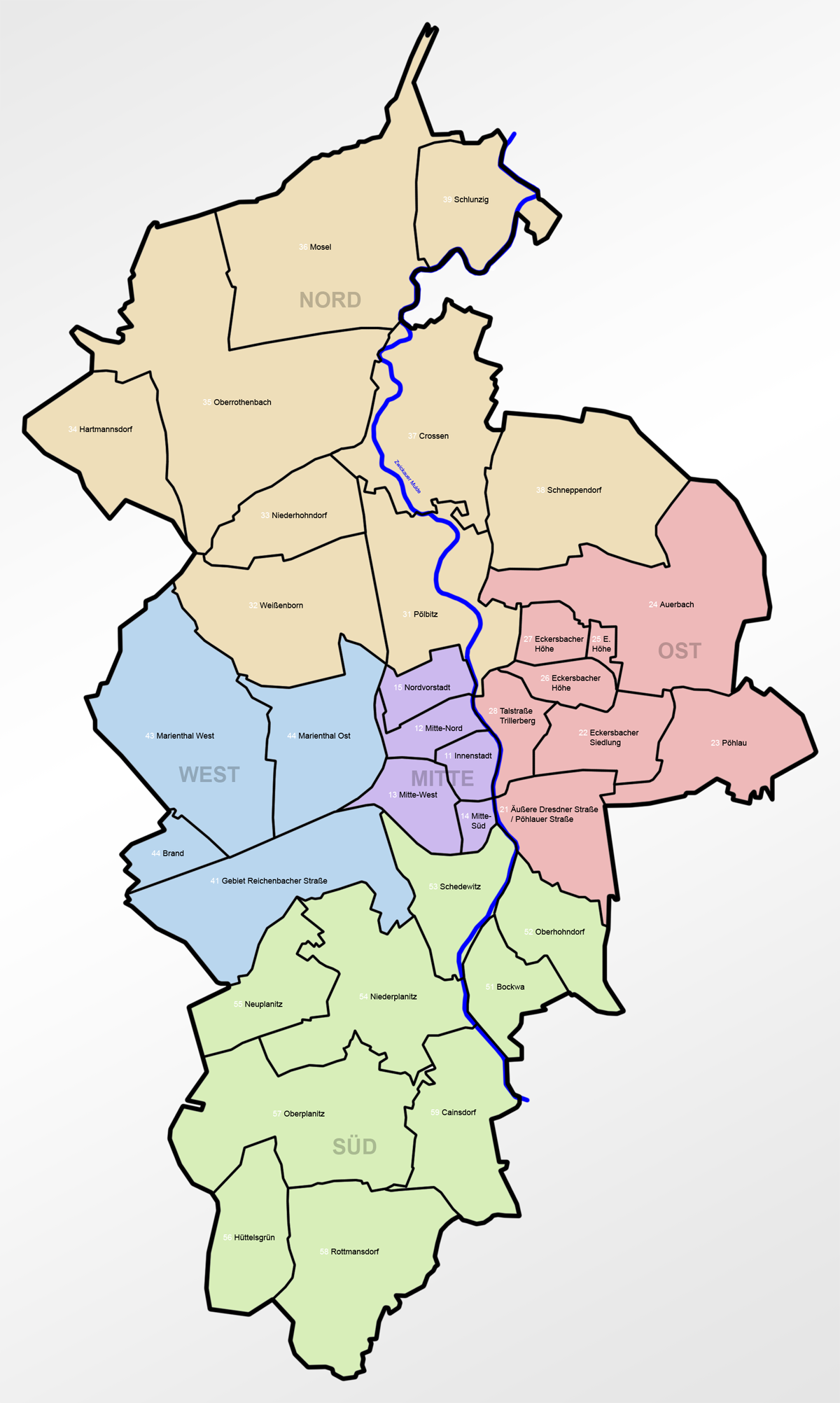
Zwickau Parts of the Town

Der heutige Zwickauer Stadtteil Bockwa liegt rechtsseitig der Zwickauer Mulde und südlich des Zwickauer Stadtzentrums. Im Süden bildet der Schmelzbach die Stadtgrenze zu Wilkau-Haßlau.
Der Stadtteil Bockwa ist gekennzeichnet durch die Bockwaer Senke, die aufgrund von Senkungserscheinungen aufgrund des Steinkohlebergbaus tiefer als das Bett der Zwickauer Mulde liegt. Dies erfordert eine aufwändige Wasserhaltung und -regulierung. Den häufigen Hochwassern wurde durch Erhöhung des Muldendammes Einhalt geboten.

### Nachbarorte
| Schedewitz/Geinitzsiedlung |                                             | Oberhohndorf |
| Niederplanitz              | Kompassrose, die auf Nachbargemeinden zeigt |              |
| Cainsdorf                  |                                             | Niederhaßlau |

## Geschichte

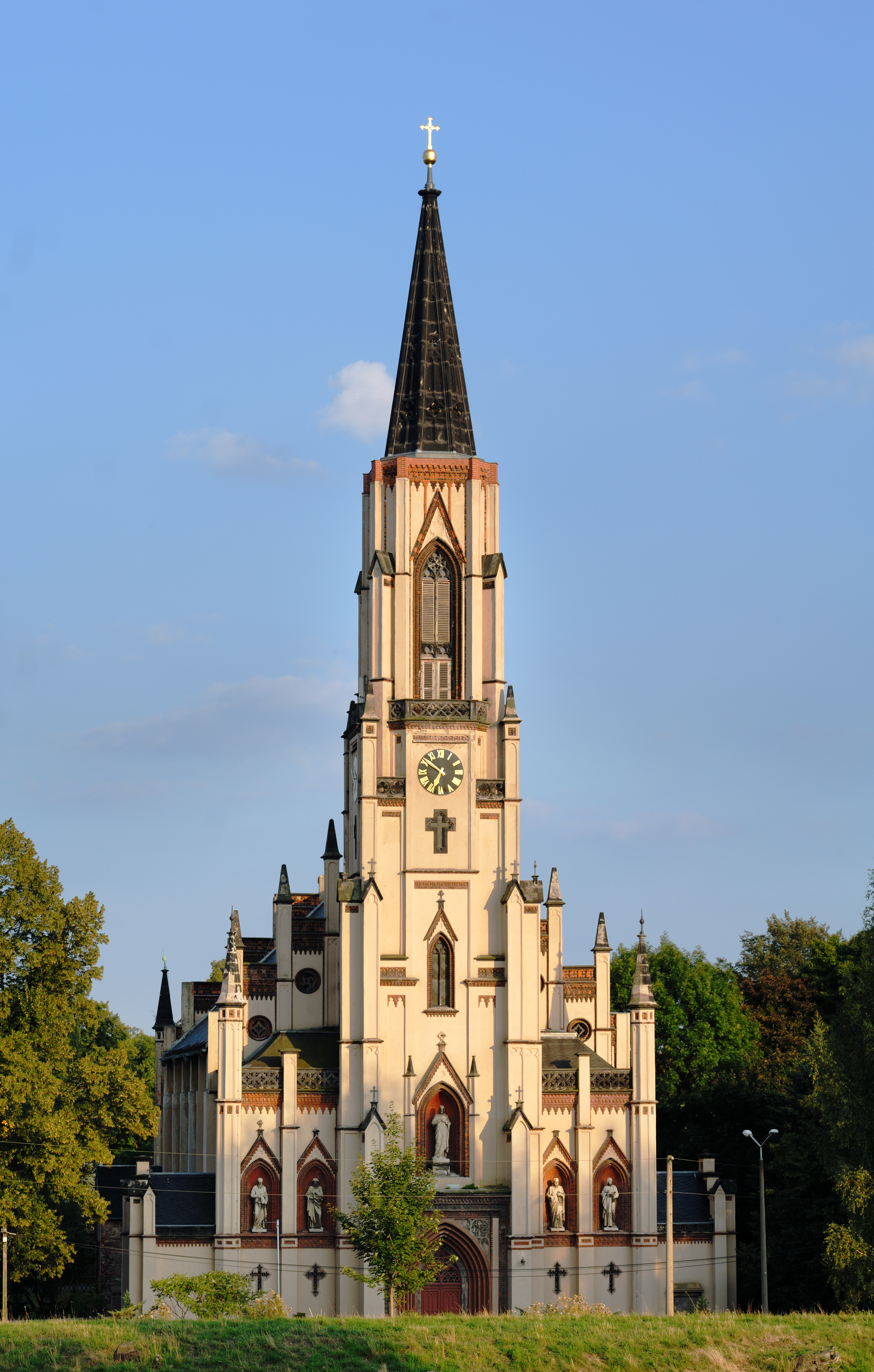
Matthäuskirche in Bockwa

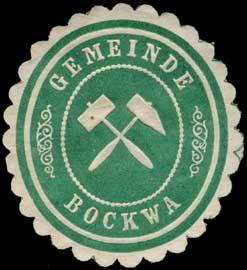
Siegelmarke der Gemeinde Bockwa

Die Entstehungszeit Bockwas entfällt ungefähr auf dieselbe Zeit wie die des Nachbardorfs und jetzigen Zwickauer Stadtteils Schedewitz. Bockwa war eine sorbische Ansiedlung, muss also schon weit vor dem 10. Jahrhundert besiedelt gewesen sein. Der Name Bockwa ist sorbisch und heißt ungefähr so viel wie Buchenort. Im Jahr 1219 wurde der Ort erstmals urkundlich als „Bucwen“ erwähnt. Die erste Steinkohle wurde in Bockwa bereits 1458 gefunden. Bockwa gehörte wie der Nachbarort Oberhohndorf bis zur Reformation zum Besitz des Klosters Grünhain. Die Bockwaer Matthäuskirche, zu deren Kirchenbezirk neben Bockwa ab 1533 auch Oberhohndorf gehörte, wurde im Jahr 1511 errichtet. Nach der Auflösung des Klosters Grünhain im Zuge der Reformation wurde im Jahr 1533 aus seinen Besitzungen das landesherrliche, kursächsische Amt Grünhain gebildet. Aus diesem wurden die um Zwickau gelegenen Dörfer im Jahr 1536 herausgelöst und dem Amt Zwickau als Amtsdörfer zugeschlagen.
Bockwa gehörte bis 1856 zum kursächsischen bzw. königlich-sächsischen Amt Zwickau. Im Jahr 1856 kam der Ort zum Gerichtsamt Zwickau und 1875 zur Amtshauptmannschaft Zwickau. Bis zum Beginn der Industrialisierung im 19. Jahrhundert war Bockwa ein kleines Dorf. Danach vollzog sich ein entscheidender Wandel: Als die Steinkohlegewinnung im Zwickauer Revier immer mehr an Bedeutung gewann, entstanden auch in Bockwa viele Schächte. Der Steinkohlenabbau war Segen und Fluch zugleich. Einerseits wurde Bockwa eine der reichsten Gemeinden in Sachsen, andererseits senkte sich in Bockwa im Laufe der Zeit der Erdboden um etwa 9 m. Die Bockwaer Senke entstand. Auch hier kann man noch heute deutlich die Bergbauschäden sehen. Die Häuser an der Muldestraße (B 93) nach Schneeberg stehen in Schräglage. Die im neugotischen Stil zwischen 1853 und 1856 mit ihrem filigranen Außenbau aus Natursteinen errichtete Matthäuskirche sank um 9,80 m ab. Zufällig kam sie durch die Gleichmäßigkeit der Absenkung nicht zum Einsturz und wurde 1992 saniert. 2002 erhielt sie die größte Photovoltaikanlage auf Kirchendächern Deutschlands.
Am 1. April 1939 wurde die Gemeinde Bockwa auf Anordnung des Reichsstatthalters von Sachsen aufgelöst und zwischen Zwickau, Planitz, Cainsdorf, Wilkau-Haßlau und Oberhohndorf aufgeteilt. Die Gemeinde Oberhohndorf erhielt den als „Altbockwa“ bezeichneten unteren Teil des Orts mit der Matthäuskirche, der sich östlich der Zwickauer Mulde befindet. Dieser erstreckt sich von der Flurgrenze mit Oberhohndorf an bis zum Schmelzbach einschließlich des Bockwaer Friedhofs bis zur Mitte der Zwickauer Mulde. Der südlich des Schmelzbachs gelegene Teil von Bockwa östlich der Zwickauer Mulde mit 1220 Einwohnern und 119 Hektar kam an die Stadt Wilkau-Haßlau. Die westlich der Zwickauer Mulde gelegene Flur wurde dreigeteilt. Den südlichen Teil westlich der Zwickauer Mulde mit 1450 Einwohnern und fast 40 Hektar erhielt die Gemeinde Cainsdorf. Den mittleren Teil westlich der Zwickauer Mulde erhielt die Stadt Planitz zusammen mit dem Haltepunkt „Cainsdorf“ an der Bahnstrecke Schwarzenberg–Zwickau. Der nördliche Teil westlich der Zwickauer Mulde wurde gemeinsam mit Brand nach Zwickau eingemeindet. Im Zuge der Auflösung der Gemeinde Bockwa wurde auch die Freiwillige Feuerwehr des Orts aufgelöst. Die Stadt Wilkau-Haßlau übernahm die 27 Kameraden und die mechanische Leiter.
Am 1. Januar 1944 erfolgte die Eingemeindung der Gemeinde Oberhohndorf mit dem heute als „Bockwa“ bezeichneten Stadtteil (Alt-Bockwa) in die kreisfreie Stadt Zwickau. Durch die zweite Kreisreform in der DDR kam Bockwa im Jahr 1952 als Teil der kreisfreien Stadt Zwickau zum Bezirk Chemnitz (1953 in Bezirk Karl-Marx-Stadt umbenannt). In den 1980er Jahren wurde das beim Abbruch der östlichen Zwickauer Altstadt anfallende Material in Bockwa gelagert.
Im Zuge der sächsischen Kreisreform 2008 wurde die seit 1990 im Freistaat Sachsen liegende Stadt Zwickau in den Landkreis Zwickau eingegliedert, wodurch auch der Stadtteil Bockwa nun im Landkreis Zwickau liegt. Heute ist Bockwa nur noch sehr wenig bewohnt, was mit der erhöhten Hochwassergefahr und den durch den Bergbau bedingten Abriss oder Leerzug zahlreicher Gebäude zu tun hat. Dadurch beschränkt sich die Wohnbebauung des Stadtteils im Wesentlichen auf die alte Ortslage Bockwa im Umfeld der neogotischen Matthäuskirche an der Muldestraße bzw. dem Bockwaer Weg. Entlang der Muldestraße erfolgte die Ansiedlung von Gewerbebetrieben.

### Geschichte des Kohlebergbaus in Bockwa

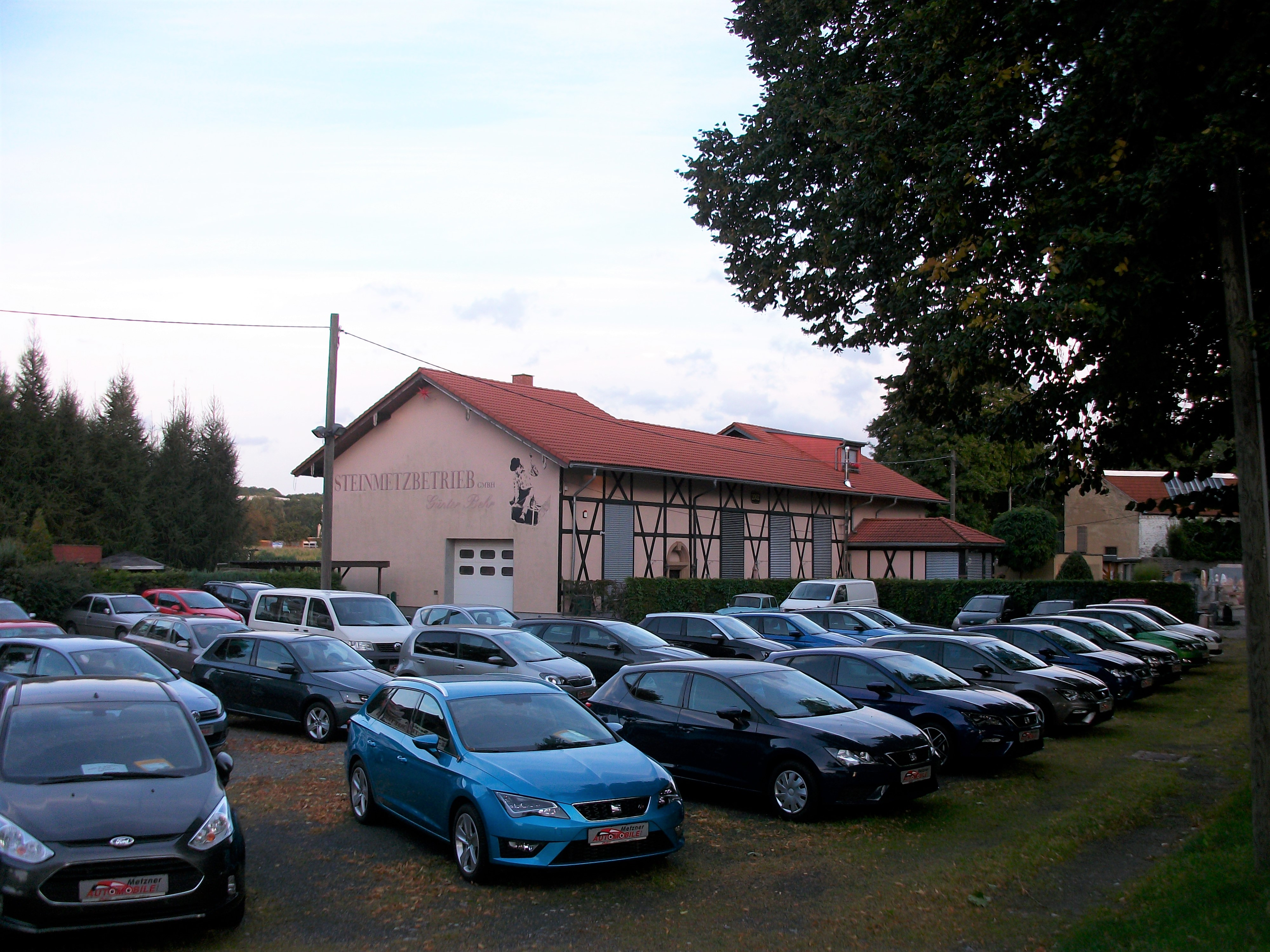
Ehemaliges Heizhaus des Güterbahnhofs Bockwa

Der 1458 ersterwähnte Steinkohlenbergbau auf den Fluren des Dorfes Bockwa ist nach dem Planitzer der zweitälteste im Zwickauer Steinkohlenrevier. Er war jahrhundertelang durch die Kohlebauern geprägt, die im Winter unter ihren Feldern die relativ oberflächennah liegende Steinkohle abbauten. In Bockwa galt noch die Allmende, so dass die Kohle unter den Allmendeflurstücken allen Einwohnern gehörte. Dies fand im 19. Jahrhundert seinen Ausdruck in den Altgemeindeschächten (Steinkohlenwerk Altgemeinde Bockwa; Altgemeinde = Allmende). Auf Bockwaer Flur befanden sich mehrere hundert Schächte, von denen die meisten Haspelschächte von nur geringer Teufe waren. Mitte des 19. Jahrhunderts waren 84 größere Schächte in Betrieb, und das Bockwaer Revier erbrachte mit 1200 Bergleuten etwa die Hälfte der Gesamtförderung des Zwickauer Reviers.
Geographisch und geologisch waren zwei Faktoren prägend: die Zwickauer Mulde, die die Gemeinde Bockwa in den links- und den rechtsmuldischen Teil trennte, sowie die flache Gestalt der Muldenaue, unter der in Teufen von 80 bis etwa 240 m sehr mächtige Steinkohlenflöze lagen. Im 19. Jahrhundert gründeten sich Abbauvereine, die erst genossenschaftlich, später in Aktiengesellschaften geführt wurden. Aufgrund der Lage an der Zwickauer Mulde waren als Folge der jahrhundertelangen Bergbautätigkeit in Bockwa Folgeprobleme wie die Wasserhaltung und der Grundwasseranstieg sowie eine steigende Hochwassergefahr aufgrund der Bodensenkung zu bewältigen. Dadurch kam es im 19. Jahrhundert zur Gründung eines Wasserhaltungskonsortiums und zur Umverlegung des Schmelzbaches. Weiterhin wurden mehrere Wasserhaltungsschächte geteuft.
Um den Absatz der Zwickauer Steinkohle zu verbessern, wurde im Jahr 1854 auf dem linken Ufer der Zwickauer Mulde die Staatskohlenbahn Zwickau–Bockwa, auch als „Staatskohlenbahn Zwickau-Kainsdorf“ bezeichnet, eröffnet. Sie ging 1859 in der Bahnstrecke Zwickau–Schwarzenberg auf. Für die Schächte am rechten Muldeufer bei Bockwa blieb die Abfuhr der geförderten Kohlen jedoch umständlich. Am 22. Dezember 1859 konstituierte sich die Aktiengesellschaft Bockwaer Eisenbahngesellschaft mit dem Ziel, eine Kohlebahn von den Schächten rechts der Mulde nach dem Bahnhof Cainsdorf der Staatsbahn zu bauen. Die am 4. September 1861 eröffnete Strecke besaß im Laufe der Betriebszeit insgesamt 60 Anschlussgleisanlagen zu den Steinkohleschächten des Bahngebietes.
Nachdem um die Jahrhundertwende die meisten Schächte aufgrund der Erschöpfung der Kohlenvorräte schlossen, blieben im Jahr 1903 nur noch die Steinkohlenwerke Carl G. Falk und Altgemeinde Bockwa übrig. Im Jahr 1909 übernahm das Steinkohlenwerk Altgemeinde die Gleisanlagen der Bockwaer Eisenbahngesellschaft, welche fortan als Anschlussbahn weiter betrieben worden. 1913 übernahm der Erzgebirgische Steinkohlen-Aktienverein (EStAV) das Steinkohlenwerk Altgemeinde und die meisten der kleineren Werke. Der Wasserhaltungsschacht wurde noch bis in die 1960er-Jahre genutzt, um Wasser von den nördlich gelegenen Werken (EStAV, nunmehr VEB Steinkohlenwerk August Bebel; VEB Steinkohlenwerk Karl Marx und VEB Steinkohlenwerk Martin Hoop) fernzuhalten. Mit seiner Verfüllung im Jahr 1966 endete die Geschichte des Bockwaer Reviers. Die Bockwaer Kohlebahn wurde im Jahr 1991 stillgelegt und ihre Gleise im Jahr 2004 abgebaut.
Heute sind noch zahlreiche Mundlöcher ehemaliger Schachtanlagen erkennbar. In Bockwa und Oberhohndorf befinden sich insgesamt 14 Steinkohlehalden, die zum großen Teil mit Kleingärten belegt sind. 1996 wurde der Bergbaulehrpfad Bockwa eröffnet, der auf 16 Stationen die Geschichte des Bockwaer Bergbaus erläutert. Er führt u. a. an den denkmalgeschützten ehemaligen Bahndämmen der Kohlebahn entlang. Im Jahr 2000 erfolgte die Sanierung und Rekultivierung der Industrie- und Absetzanlage. Sie stellt sich heute als Waldfläche mit Gehölzpflanzungen dar.

### Bevölkerungsentwicklung
| Datum             | Einwohnerzahl |
| ----------------- | ------------- |
| 31. Dezember 1998 | 273           |
| 31. Dezember 1999 | 243           |
| 31. Dezember 2000 | 246           |
| 31. Dezember 2001 | 247           |
| 31. Dezember 2002 | 240           |
| 31. Dezember 2003 | 252           |
| 31. Dezember 2004 | 249           |
| 31. Dezember 2005 | 232           |
| 30. Juni 2006     | 237           |

| Jahr | Einwohnerzahl (Prognose) |
| ---- | ------------------------ |
| 2010 | 200                      |
| 2015 | 200                      |
| 2020 | 200                      |

Quelle: Städtebauliches Entwicklungskonzept der Stadt Zwickau 2020 (Stand: Dezember 2006) sowie Statistische Informationen der Stadt Zwickau 2006/1.

## Verkehr
Durch Bockwa führt die B 93 als Muldestraße, die sich mit der Wildenfelser Straße, welche zur Bundesautobahn 72, Abfahrt „Zwickau-Ost“ führt, kreuzt.
Über die Zwickauer Mulde führt eine alte Eisenbrücke zum Zwickauer Stadtteil Schedewitz. Über die 1888 erbaute Bockwaer Brücke fuhr bis September 1958 die Straßenbahn nach Wilkau-Haßlau. Das Hochwasser von 1954 beschädigte die Bockwaer Brücke schwer. Deshalb wurde die Schedewitzer Brücke als Ersatz 1958 errichtet, über die dann auch die Straßenbahnlinie 3 nach Wilkau-Haßlau bis zur Einstellung 1975 geführt wurde. Ein kleineres Straßenbahndepot entstand um 1900 im damaligen Bockwa, welches man heute noch linksseitig an der Muldestraße, stadtauswärts, sehen kann.
Aufgrund des Steinkohlebergbaus in Bockwa war der Ort über die Bockwaer Kohlenbahn zwischen 1861 und 1991 an das Schienennetz angebunden. Auf dem Streckennetz fand ausschließlich Güterverkehr statt. Auf dem Bockwa gegenüber liegenden Ufer der Zwickauer Mulde verläuft die Bahnstrecke Schwarzenberg–Zwickau mit dem Haltepunkt „Cainsdorf“, die 1854 als „Staatskohlenbahn Zwickau–Bockwa“ gegründet wurde.